# Gabrielle Ritter-Ciampi
Gabrielle Ritter-Ciampi (Paris, 2 novembre 1886 - Paimpol, 18 juillet 1974), est une chanteuse soprano d'opéra française.

## Biographie
Nièce de Théodore Ritter, elle étudie le piano et, à 16 ans, commence à recevoir des leçons de chant de ses parents. Son père, Enzo Ciampi-Cellai, est un ténor italien et sa mère Cécile Ritter-Ciampi, est française.
Elle commence sa carrière en 1917 dans le rôle de Violetta dans La Traviata et est engagée à l'Opéra-Comique dès 1919 où elle devient célèbre dans des rôles d'opéra de Mozart. Si elle joue essentiellement en France, elle participe malgré tout en 1932 au Festival de Salzbourg toujours interprétant du Mozart. Elle a également chanté le rôle-titre dans Esclarmonde à l'Opéra Garnier lors d'une renaissance éphémère de cet opéra entre 1931 et 1934.
Considérée comme une soprano lyrique avec une bonne technique et capable d'atteindre facilement des notes élevées, elle a souvent été comparée à Adelina Patti qui avait une voix similaire.
S'il existe entre 1923 et 1929 des enregistrements d'arias, aucun opéra complet n'a été conservé. 
Sa carrière s'arrête au lendemain de la Seconde Guerre mondiale. Son dernier engagement est l'opérette de Reynaldo Hahn, Le oui des jeunes filles en 1949.